# Trirhithrum ebenum
Trirhithrum ebenum
 es una especie de insecto del género Trirhithrum de la familia Tephritidae del orden Diptera. 
Seguy la describió científicamente por primera vez en el año 1941.